# Cəfərli (Ağsu)
Cəfərli è un comune dell'Azerbaigian situato nel distretto di Ağsu.